# Paranoia (novelle)
Paranoia is een novelle van de Nederlandse schrijver Willem Frederik Hermans, geschreven en gepubliceerd in 1948. In de periode na de oorlog verzet Arnold Cleever zich tegen zijn huisbaas, die hem uit zijn woning wil zetten. Cleever is nooit over de capitulatie van zijn regiment in de oorlog heen gekomen en beeldt zich sinds de oorlog in een ontsnapte SS'er te zijn op wie iedereen het gemunt heeft.

## Samenvatting
Arnold Cleever bewoont een zolderkamer aan de Amstel. Hij verbeeldt zich een voortvluchtige SS'er te zijn en neemt het sissen van een stoommachine waar als een tegen hem gerichte beschuldiging: 'Es-esser, es-esser.' Zijn huisbaas, Gorraay, die beneden woont, is het huis aan het verbouwen en heeft alle huurders eruit gewerkt, op Cleever na. Hij zoekt hulp bij zijn oom, die een zaak in compromitterende foto's heeft, maar die laat het afweten. Zijn vriendin Anna verneemt van haar vader dat Cleever helemaal geen SS'er is en zich maar wat inbeeldt. Haar vader hoorde van de commandant van Cleevers compagnie dat die capituleerde alvorens een Duitser te hebben gezien, waarna Cleever de hele bezettingstijd op zijn huurkamer doorbracht. Hierop probeert Anna Cleever van zijn waan af te brengen, maar als die merkt dat zij hem niet langer gelooft, sluit Cleever haar op in het kolenhok. Op de overloop vindt hij een vuurwapen, waarmee hij Gorraay in de borst schiet als die hem uit de woning komt zetten. Daarna springt Cleever uit het raam.

## Schrijfstijl
De gebeurtenissen worden voornamelijk weergegeven vanuit het perspectief van Cleever en in mindere mate van Anna. De vertelinstantie geeft nooit corrigerend commentaar op de visie en opvattingen van Cleever. De visies van de andere verhaalfiguren corrigeren de zienswijze van Cleever
Ook de beeldspraak, beschrijvingen, dialogen en andere aspecten staan in dienst van de thematiek. Zo wordt de mentale ontsporing van Cleever veruitwendigd in de omgeving, met name in de onttakeling van het wooncomplex. Personificatie stimuleert om de omgeving te interpreteren als een verlengstuk van Cleevers persoonlijkheid, bijvoorbeeld de zin: 'De motor hield zijn adem in.'

## Thematiek
Net als de andere verhalen uit de bundel Paranoia, kampt ook de protagonist van het titelverhaal met een verwrongen beeld van de werkelijkheid.

## Receptie
'Paranoia' behoort niet tot de meest bestudeerde verhalen van de bundel, zoals enkele andere verhalen en met name Het behouden huis.

## Plaats in het oeuvre
De Tweede Wereldoorlog speelt in veel verhalen en romans van Hermans een rol en hoewel 'Paranoia' zich afspeelt in de naoorlogse tijd, ligt de oorlog wel ten grondslag aan de mentale problemen van Cleever.

## Ontstaans- en publicatiegeschiedenis
Op 20 mei 1948 schreef de auteur aan Charles B. Timmer dat hij 'bijzonder griezelige onderwerpen' voor twee novellen in gedachten had. Eén daarvan zou gaan 'over iemand die het portret van een gezochte SS man in de krant ziet staan, zich verbeeldt dat hij die man is, enz.' Op 9 juni was het verhaal af, schreef de auteur aan Adriaan Morriën: 'Maar ik laat het verhaal enige weken liggen voor ik het ga overtypen, teneinde een beter overzicht over de taalslordigheden te kunnen verkrijgen.'
Op 11 juni stond ook de titel al vast, schreef Hermans aan Timmer: 'Het verhaal heet Paranoia, is langer dan mijn andere novellen en ik vind het zelf erg goed.'
De novelle werd geschreven van 25 mei tot 6 juni 1948 en verscheen hetzelfde jaar in het juli-augustusnummer van het tijdschrift Criterium, jaargang 6, nummer 7-8, blz 386-420. Het heeft nummer DJ 138 in de bibliografie van Delvigne en Janssen. Vijf jaar later, in 1953, werd het als titelverhaal opgenomen in de novellebundel Paranoia.

## Plaats in het oeuvre
Kort na voltooiing van het verhaal, op 9 juni 1948, schreef de auteur aan Paul Rodenko dat de novelle geschreven was 'in de trant van Klondyke, maar veel langer.'